# Geografia del Burkina Faso

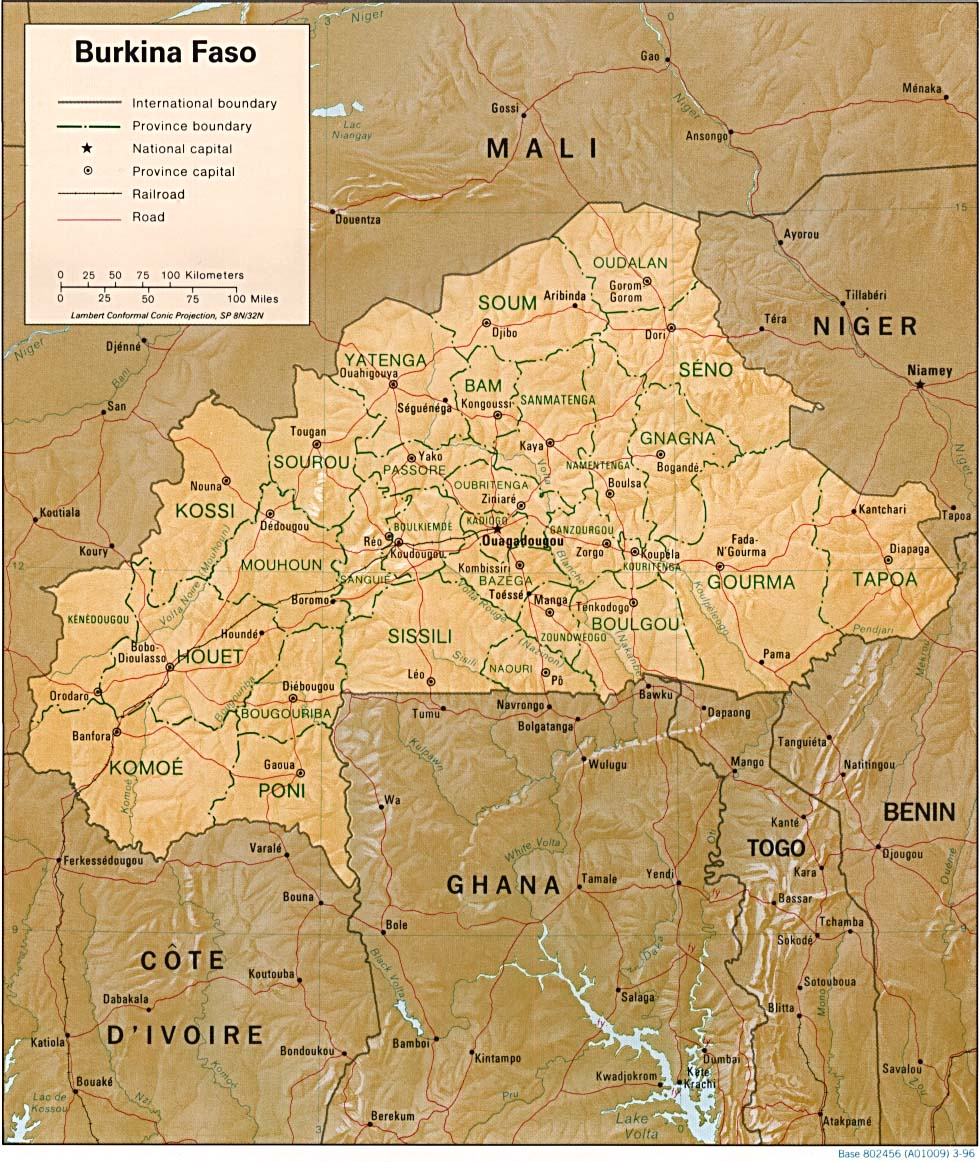
Mappa del Burkina Faso

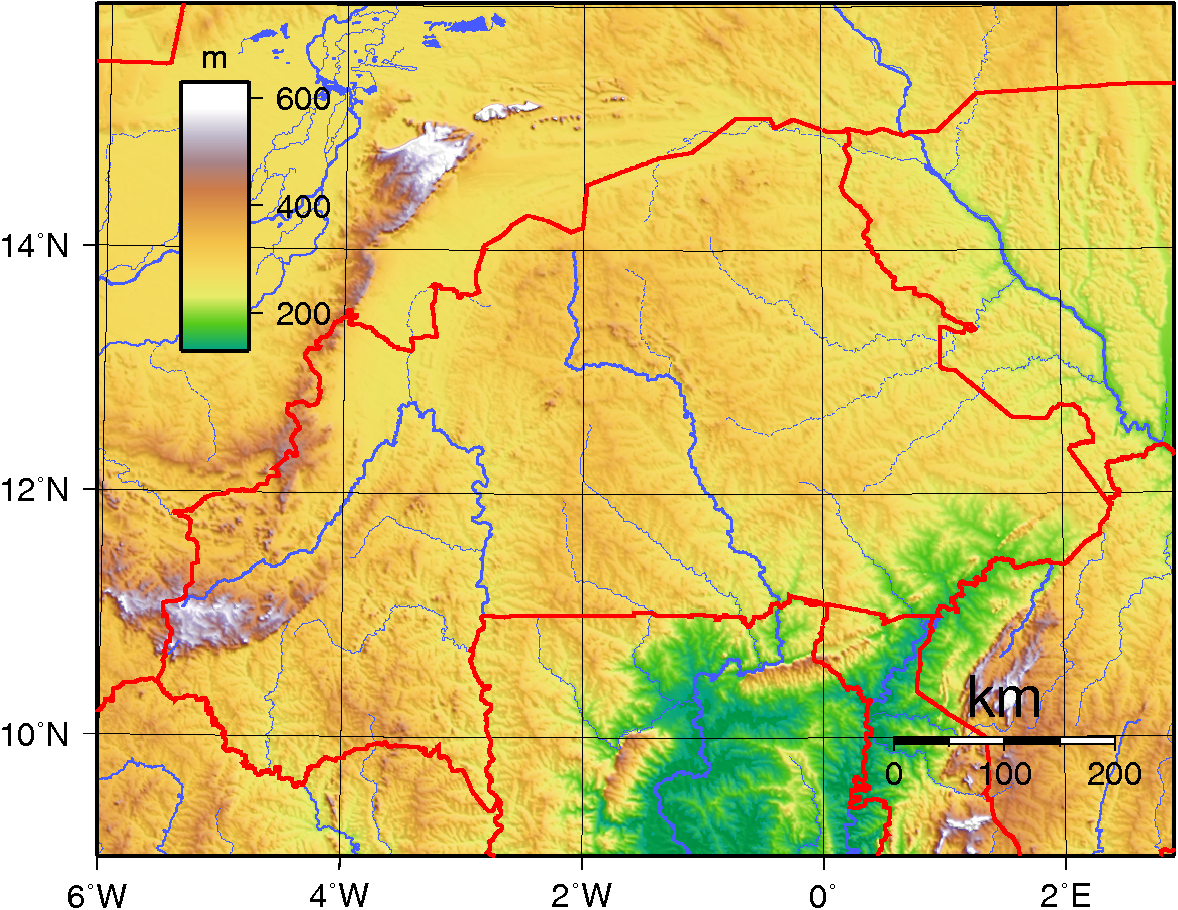
Topografia del Burkina Faso

Il Burkina Faso (ex Alto Volta) è uno Stato dell'Africa occidentale, ex colonia francese, che si estende sui tavolati interni della regione sudanese, nell'alto bacino del fiume Volta, senza alcuno sbocco al mare, da cui dista almeno 500 km. Ha una forma tozza, dai contorni irregolari, che si incunea verso la grande ansa del Niger, senza tuttavia raggiungerlo in alcun punto.
Si sviluppa in latitudine per circa 555 km, fra 9°30' e 15° N, risultando così un Paese tipicamente subequatoriale, dominato dalla savana. In longitudine è ancora più esteso, fra 5°20' O e 2°20' E, per una lunghezza di circa 820 km.
Il Burkina Faso non presenta confini naturali, poiché solo in minima parte, nel settore nord-occidentale, i suoi limiti seguono lo spartiacque tra il fiume Volta e il Niger. Si tratta invece per lo più di confini etnici, in quanto, più che una unità fisica o economica, questo Paese possiede una fondamentale unità etnica, essendo abitato in massima parte dal popolo dei Mossi. Solo quello meridionale con il Ghana è un vecchio confine coloniale, stabilito all'inizio del secolo scorso come compromesso tra gli interessi francesi e britannici: esso corre sull'11º parallelo. Gli altri erano solo dei limiti amministrativi all'interno dell'Africa Occidentale Francese, e il loro tracciato aveva perciò un'importanza relativa, tanto che è stato più volte modificato. Attualmente il Burkina Faso è racchiuso tra la Costa d'Avorio a sud-ovest, il Mali a nord-ovest, il Niger a nord-est, il Benin e il Togo a sud-est. Il Paese confinante di maggiore importanza è però la Costa d'Avorio, su cui gravita il commercio marittimo burkinabé, a causa dei tradizionali rapporti coloniali che lo avevano deviato dal suo naturale sbocco lungo l'asse del fiume Volta verso la colonia britannica della Costa d'Oro, oggi Ghana. Dal territorio della Costa d'Avorio a quello del Benin, il confine burkinabé descrive un'ampia e irregolare curva che corrisponde pressappoco a quella descritta dal fiume Niger.
Il Burkina Faso è uno Stato di media grandezza e, con i suoi 270764 km², si avvicina per superficie a quella dell'Italia (9/10), ma ospita una popolazione di appena 22810000 abitanti (nel 2023).

## Morfologia
Il Paese è costituito da un vasto tavolato di rocce cristalline (graniti, quarziti, scisti e conglomerati), elevato sui 300-400 m, che si abbassa verso il solco del Niger con una serie di terrazze parallele al corso del fiume. Il rilievo è leggermente ondulato e modellato dall'idrografia, dalle acque selvagge e dal vento, che hanno isolato alcune masse rocciose, per lo più granitiche: veri inselberge che emergono qua e là con grandi falesie, come il massiccio del Banfora (800 m), nel sud-ovest. All'estremo est il tavolato si innalza nella catena dell'Atakora, che prosegue verso sud nel Benin e racchiude la maggiore depressione del Paese (200 m), in cui scorre l'Oti, un cospicuo affluente di sinistra del Volta.
La natura tabulare del rilievo non ha mai rappresentato un ostacolo per la circolazione, per cui il territorio burkinabé è sempre stato un'area di transito, percorsa da piste che collegavano il corso del Niger con la costa della Guinea. Le alture isolate hanno, d'altra parte, costituito validi punti d'appoggio per gli insediamenti. I terreni non sono però molto adatti all'agricoltura, poiché il tavolato è frequentemente ricoperto dalla laterite, un'argilla rossastra formatasi dalla disgregazione delle rocce antiche e lisciviata dalle piogge, che si presenta sovente come una crosta spessa e sterile.

## Idrografia
Il territorio manda le sue acque ai tre grandi rami sorgentizi del Volta: il Volta Nero a occidente, il Volta Rosso al centro e il Volta Bianco a oriente. La parte più settentrionale del Paese è però drenata da alcuni affluenti intermittenti del Niger, mentre un modesto saliente sud-occidentale è tributario del Comoé, che sfocia in Costa d'Avorio presso Bingerville. Non mancano poi alcune aree endoreiche, specie nella parte più settentrionale.
Il Volta Nero, che è il ramo principale, nasce dai monti Mina, al confine con il Mali, a poca distanza dalle sorgenti del Bagoé, affluente del Niger. Il suo corso, generalmente parallelo a quello del Niger, presenta nel tratto superiore evidenti segni di maturità, fino all'ansa di Kouri, dove si trova il gomito di cattura. Tra la balza di Bandiagara e quella di Bobo-Dioulasso forma infatti un'ampia valle d'erosione, che poi si restringe aumentando la pendenza quando il fiume è costretto a scorrere da nord a sud, perpendicolarmente all'asse tettonico. Prima di uscire dal Paese, segna per un buon tratto il confine fra il Burkina Faso e il Ghana. Dei suoi affluenti, per lo più intermittenti, molto interessante è il Souru, che continua l'asse sud-sud-ovest/nord-nord-est dell'alto corso in direzione del Niger e, a seconda delle stagioni, funge da affluente o da defluente. Il Volta superiore, prima che le sue acque fossero catturate dal Volta inferiore, aveva la sua continuazione nel Souru e andava a finire in qualche depressione lacustre.
Il Volta Rosso nasce dalla zolla rilevata compresa fra Ouagadougou e Koudougou, scorre in direzione sud-est ma, presso il confine con il Ghana, si volge a sud.
Il Volta Bianco, infine, scende dalla regione di Ouahigouya (Yatenga), anch'essa al confine con il Mali, e attraversa da nord-ovest a sud-est la parte centrale del Paese, entrando in Ghana presso Bawku.
Questi fiumi hanno un regime fortemente torrentizio, in rapporto con il regime zenitale delle precipitazioni. Due grandi piene si susseguono fra luglio e ottobre, con estese inondazioni, mentre nel semestre invernale la portata è minima: i fiumi maggiori si riducono a rigagnoli e gli affluenti rimangono completamente asciutti o presentano, dove il letto è più ampio, sacche acquitrinose. Lo sviluppo economico del Paese è perciò legato più che mai a una razionale utilizzazione delle sue risorse idriche, per mezzo di invasi, serbatoi e opere di canalizzazione.

## Clima

Classificazione dei climi di Köppen nel Burkina Faso

Il fattore dominante del clima burkinabé è senza dubbio la latitudine, da cui derivano i due passaggi del sole allo zenit e una debole inclinazione dei raggi solari durante tutto l'anno, mentre il periodo di illuminazione effettivo può variare, a seconda delle stagioni, dalle 10 alle 14 ore.
Una notevole influenza è esercitata anche dalla distanza dal mare, che si aggira fra un minimo di 500 e un massimo di 1000 km, aggravata in certe depressioni dalla conformazione del rilievo, per cui le escursioni termiche annue sono abbastanza sensibili. Minore importanza ha invece l'altitudine, che oscilla fra i 200 e i 900 m, mentre conta assai di più l'esposizione topografica ai venti settentrionali.
Le pressioni variano durante l'anno in rapporto con l'altezza del sole e durante il giorno, quando si registra una notevole differenza fra le alte pressioni notturne e le basse pomeridiane. Perciò anche la circolazione dei venti è variabile e accentua le oscillazioni dell'umidità atmosferica.
Durante il semestre invernale soffia un vento del primo quadrante (da est o da nord-est), denominato harmattan, che porta aria secca e polverosa dalle alte pressioni sahariane verso le basse pressioni del Golfo di Guinea. Durante il semestre estivo soffia invece per lo più il monsone umido di sud-est, che va perdendo la sua intensità e la sua umidità a mano a mano che si addentra nel continente ed è orientato dalla particolare conformazione del rilievo. Queste masse d'aria provenienti dal Golfo di Guinea sono richiamate dalle basse pressioni che si formano più a nord, nel Sahel, in seguito al passaggio del sole allo zenit.
Le temperature medie annue sono sempre superiori ai 25 °C, cosicché l'alternativa stagionale è fra un caldo torrido e un caldo moderato. Il mese più caldo è maggio nelle regioni meridionali e giugno in quelle settentrionali, e coincide con l'inizio della stagione delle piogge. Il secondo massimo cade in settembre-ottobre. La stazione di Ouagadougou denuncia per il mese più caldo una media normale di 31,4 °C e per quello più freddo 23,7 °C, con un'escursione termica annua di 7,7 °C. La capitale gode però di un'altitudine e di un'esposizione particolarmente favorevoli, per cui è da supporre che le escursioni termiche siano molto più accentuate altrove, specialmente nei centri del Nord.
Le precipitazioni variano molto per durata, distribuzione e quantità. Si passa infatti dagli otto mesi piovosi delle regioni meridionali (Bobo-Dioulasso), ai 5-7 mesi delle regioni centrali (Ouagadougou), fino a un minimo di soli quattro mesi nelle regioni più settentrionali. Analogamente variano anche i volumi pluviometrici, che si aggirano nel sud fra i 1500 e i 1000 mm, nel centro fra i 1000 e i 500 mm (814 mm a Ouagadougou), per scendere all'estremo nord un po' al di sotto dei 500 mm, determinando condizioni pre-desertiche. È quindi ovvio che la popolazione sia concentrata soprattutto nelle regioni centro-meridionali, dove anche l'agricoltura è più sviluppata, mentre la maggiore aridità del nord renderà possibili solo le attività pastorali.
Mentre nel sud le piogge sono distribuite in due periodi quasi della stessa durata (aprile-giugno e agosto-ottobre), nelle regioni centro-settentrionali l'intervallo fra le due culminazioni zenitali del sole si fa sempre più breve, cosicché si ha un'unica stagione piovosa da maggio a settembre, con il massimo in agosto.
Durante i periodi piovosi le precipitazioni sono quasi giornaliere, per lo più pomeridiane, e hanno il carattere di brevi acquazzoni.

## Flora e fauna
Il mantello vegetale ricopre quasi tutto il territorio, salvo alcuni spuntoni rocciosi e le falesie delle zolle tabulari più alte. Si tratta della cosiddetta savana, detta in francese brousse, un'associazione mista arborea ed erbacea, molto rigogliosa nella stagione umida, mentre in quella secca il ciclo vegetativo si arresta. A seconda delle condizioni climatiche e altimetriche, possiamo distinguere tre tipi di savana: arborea, erbacea e spinosa, che però non si succedono regolarmente, ma si alternano in modo alquanto irregolare, anche in rapporto alla funzione bioselettiva dei terreni e all'opera di deforestazione condotta dall'uomo e dagli incendi spontanei, frequenti nella stagione secca. Nella parte meridionale del Paese domina tuttavia la savana arborea, anche se molto spesso è stata sostituita dalle colture. In quella centro-settentrionale compare invece più frequentemente la savana erbacea, che talvolta cede il passo a quella spinosa, mentre verso nord trapassa insensibilmente nella steppa pre-desertica, con erbe basse e qualche pianta gommifera.
La vegetazione arborea è molto varia, ma presenta quasi ovunque adattamenti xerofili, per resistere alla lunga siccità. Le radici sono profonde, i tronchi molto grossi si allargano talvolta a bottiglia per immagazzinare l'acqua, il fogliame si sviluppa a ombrello per proteggere dall'arsura l'apparato radicale. L'albero più tipico è il baobab (Adansonia digitata), l'albero feticcio delle popolazioni africane. Non mancano acacie, mimose ed euforbie. Un albero caratteristico è il formaggere (del genere Bombax), che colpisce per la sua altezza (fino a 25 m), mentre alberi utili sono il karité (Vitellaria paradoxa), che somiglia «a un grande pero con frutti simili a noci, contenenti una polpa grassa che dà un burro molto apprezzato» (Migliorini), il nerè (Parkia biglobosa), che produce baccelli da cui si ricava un condimento, l'albero del kapok (Ceiba pentandra), che dà una fibra tessile, la palma dum e il tamarindo.
La fauna comprende bufali, antilopi, leoni, ippopotami, elefanti, coccodrilli e scimmie. L'avifauna e l'entomofauna sono particolarmente ricche e varie e nei fiumi sono presenti molte specie di pesci. Tra i parchi nazionali ricordiamo quello delle Deux Balés nel centro-sud del Paese, quello di Arli nel sud-est e quello «W» nell'est, lungo il confine con Benin e Niger.